# Стамбульський договір (1547)
Стамбульський договір — перший офіційно задокументований мирний договір між Османською імперією та Австрійським ерцгерцогством, укладений 19 червня 1547 року в столиці Османської імперії — Стамбулі. Договір також включав участь Священної Римської імперії. Цей договір був фактичним завершенням Габсбурзько-османської війни 1540–1547 років.
Цей договір закріпив османське домінування над значною частиною Угорщини та передбачав припинення воєнних дій між сторонами. Він діяв п’ять років і заклав основи для тимчасового миру між двома імперіями, хоча згодом був порушений через вторгнення Австрійського ерцгерцогства до залежного від Османської імперії князівства Трансільванія.

## Передумови
Після битви при Могачі (1526) Османська імперія здобула контроль над значною частиною Угорщини, включаючи її столицю Буду. Королем Угорщини був призначений Янош Заполья, якого підтримувала Османська імперія. Однак Австрійське ерцгерцогство, очолюване ерцгерцогом Фердинандом, не визнало цього призначення. Фердинанд оголосив себе королем Угорщини, що стало причиною тривалого військового протистояння.
У 1540 році, після смерті Яноша Запольї, його син Янош Жигмонд був проголошений королем. Регентом стала його мати, Ізабелла Ягеллонка. Це рішення знову викликало суперечки з Австрією, яка намагалася захопити Буду військовим шляхом. Після невдалих спроб облоги в 1540 та 1541 роках Османська імперія оголосила про безпосередній контроль над центральною частиною Угорщини, перетворивши її на Будинський еялет.
Загострення конфлікту в Угорщині та кілька невдалих військових кампаній Священної Римської імперії змусили обидві сторони шукати шляхи до тимчасового врегулювання.

## Підписання договору
У листопаді 1545 року, після 18-місячного перемир’я, у Стамбул прибуло посольство Священної Римської імперії на чолі з Герхардом Вельтвіком. 19 червня 1547 року було укладено договір, який визначив умови миру між Османською імперією та Габсбургами.
Цей документ став першим письмовим договором між сторонами. Його було складено османською турецькою мовою, а підписантами стали султан Сулейман I, імператор Карл V та ерцгерцог Фердинандом.

## Зміст договору
Основні положення Стамбульського договору:
Визнання османського контролю над Угорщиною: Османська імперія зберігала за собою землі, які вона захопила раніше.
Данина від Габсбургів: Австрія зобов’язувалася щорічно сплачувати Османській імперії 30 000 золотих дукатів за контрольовані нею території в Угорщині.
Відмова від воєнних дій: Обидві сторони домовилися утримуватися від нападів одна на одну протягом дії договору.
Торговельна свобода: Торговці обох сторін могли вільно займатися торгівлею, сплачуючи встановлені мита.
Участь союзників: Франція та Венеція, які мали позитивні відносини з Османською імперією, також увійшли до договору.
Договір був ратифікований 1 серпня 1547 року Карлом V, 26 серпня — ерцгерцогом Фердинандом, а 8 жовтня — султаном Сулейманом I.

## Наслідки
Договір закріпив поділ Угорщини на три частини:
- Центральна Угорщина під прямим османським контролем;
- Західна Угорщина під владою Габсбургів;
- Східна Угорщина (Трансільванія) залишилася васалом Османської імперії.

Порушення договору: У 1551 році Австрія порушила умови договору, напавши на Трансільванію. Це стало приводом для нових військових дій.
Політичний вплив: Договір підтвердив перевагу Османської імперії в регіоні та зобов’язав Габсбургів платити данину, що стало серйозним ударом по престижу Священної Римської імперії.

## Військові дії після договору
Через порушення договору Османська імперія розпочала низку військових кампаній. У 1551 році сили Османської імперії під командуванням бейлербея Соколлу́ Мехме́д-паша́ завдали значних втрат австрійським військам у Трансільванії, відновивши контроль над стратегічними фортецями.

## Висновок
Стамбульський договір 1547 року став важливим моментом у відносинах між Османською імперією та Габсбургами. Хоча він забезпечив тимчасовий мир, його умови були швидко порушені, що призвело до продовження тривалого протистояння за контроль над Угорщиною.